# Armand Blanquet du Chayla
Pour les articles homonymes, voir Blanquet et du Chayla.
Armand Simon Marie Blanquet du Chayla, né le 9 mai 1759 à Marvejols (Gévaudan) et mort le 29 avril 1826 à Versailles, est un officier de marine français. Il sert pendant la guerre d'indépendance des États-Unis puis pendant les guerres de la Révolution et de l'Empire et termine sa carrière avec le grade de vice-amiral honoraire.

## Biographie
Armand Simon Marie Blanquet du Chayla : Armand, est né à Marvejols, en Gévaudan, en 1759, d'une famille noble originaire de Serverette par les Blanquet de Rouville, et de Marvejols, par les Bombernat du Chayla (le Chayla est une propriété situé au dessus de Marvejols, commune de Saint-Laurent-de-Muret). Il commence son service dans la marine en juin 1775 comme aspirant-garde. Deux ans plus tard, il devient garde-marine, et est placé au service du comte de Provence.

### La Guerre d'Indépendance des États-Unis
En 1778, il est enseigne de vaisseau à bord de l'Hector au sein de l'escadre du comte d'Estaing et part pour les Amériques ; il participe aux combats de Newport. Transféré sur la prise le Stanley, il est fait prisonnier par le vaisseau HMS Culloden le 6 novembre 1778. Il ne rentre en France qu'en avril 1780.
Il part avec l'escadre du comte de Grasse en octobre 1780 et participe à tous les combats de la campagne : combat de Fort-Royal sur le Languedoc, bataille de la baie de Chesapeake sur le Palmier, puis de nouveau sur le Languedoc aux combats de Saint-Christophe et il est gravement blessé au visage et aux jambes lors de la bataille des Saintes (avril 1782). Pendant cette campagne, il se lie d'amitié avec Laurent Truguet, alors lieutenant de vaisseau embarqué sur les mêmes bâtiments que lui.
La paix signée, il participe à plusieurs missions en Méditerranée, notamment sur les côtes d'Albanie où, second sur la Belette, il livre un dur combat contre des pirates.

### La Révolution
Son premier commandement est la Flèche en 1791, toujours en Méditerranée. Il est promu capitaine de vaisseau en juillet 1792 au moment où Truguet est promu contre-amiral. Ce dernier l'appelle pour être son capitaine de pavillon sur le Tonnant dans l'escadre de la Méditerranée. Alors que l'escadre mouille devant Oneille (Oneglia), il est envoyé en tant que plénipotentiaire pour demander le ralliement de la ville à la République, mais son canot est accueilli par une intense mousqueterie : deux officiers et cinq matelots sont tués et du Chayla, blessé. Cet incident conduit au bombardement pendant 36 heures de la ville et à sa destruction. Toujours au commandement du Tonnant, il participe au bombardement et à l'attaque manquée contre Cagliari (février 1793).
Pour échapper à la Terreur, il se réfugie à Chartres où il s'est marié en décembre 1790 avec Louise-Joséphine Brochard du Fresne (1769-1849), née dans cette ville ; il est, sans aucun fondement, mis sur la liste des émigrés, puis arrêté début 1794. Ses biens sont confisqués. Il est libéré à la suite du 9 Thermidor. Dès sa nomination au ministère de la marine, Truguet l'appelle auprès de lui comme adjudant-major (fonction correspondant aujourd'hui à celle de chef de cabinet). Il est l'homme de confiance du ministre, en butte aux violentes attaques des « Clichyens » hostiles au Directoire et surtout des partisans du rétablissement de l'esclavage dans les colonies. Il est l'un des principaux rédacteurs, aux côtés du ministre, du règlement de tactique navale de l'An V. Il est contre-amiral en septembre 1796.
Quand Truguet est révoqué du ministère, il est chargé du commandement d'une escadre à Brest (avril 1797 - février 1798).

### L'escadre d'Égypte

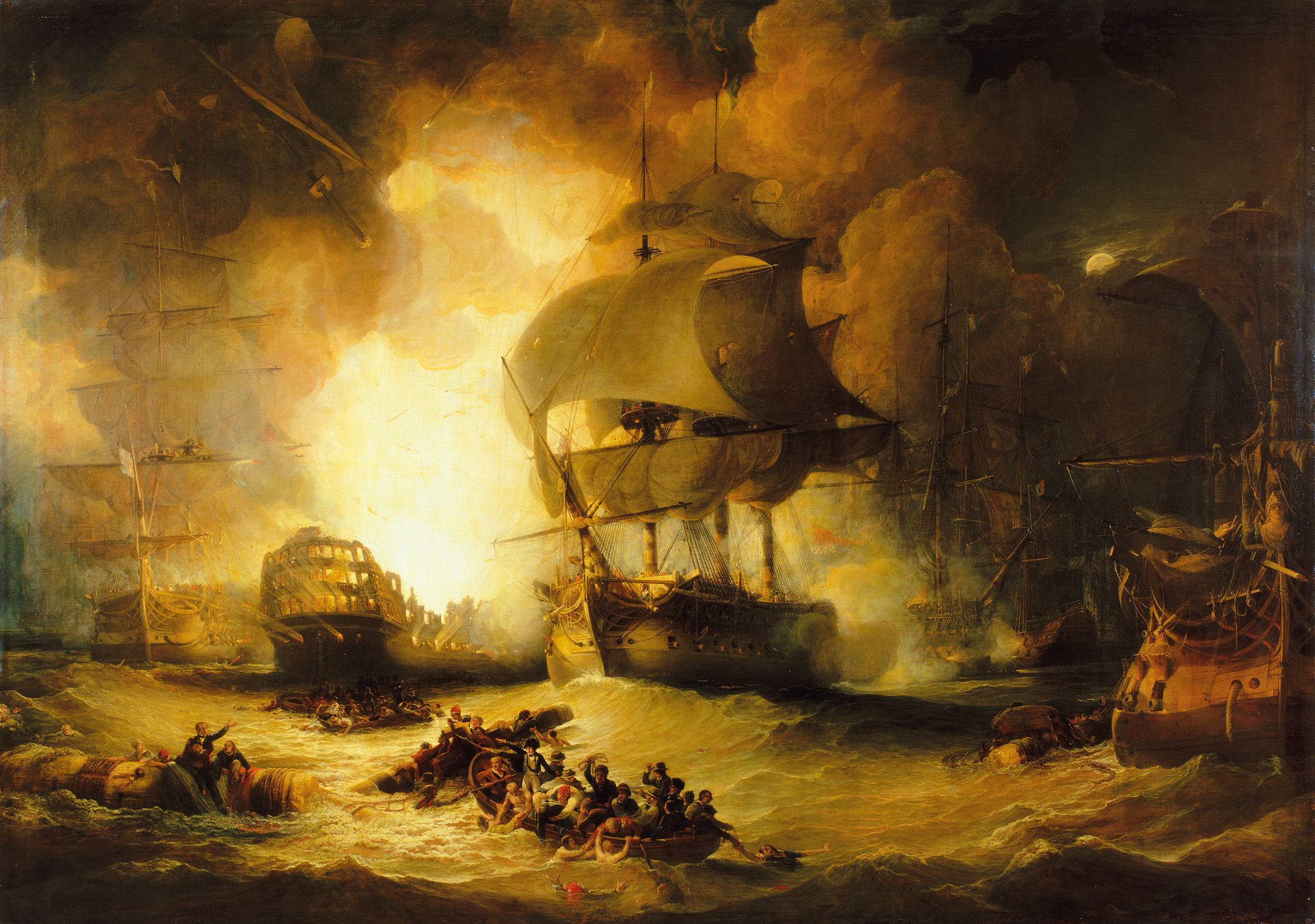
L'Orient à la bataille d'Aboukir. Le Franklin est tout à gauche.

En avril 1798, il reçoit le commandement de la seconde escadre au sein de la flotte de Brueys qui conduit Bonaparte pour la campagne d'Égypte. Son pavillon est sur le Franklin. Il s'illustre en dirigeant le débarquement et la prise de Malte. Lors du conseil de guerre à bord du vaisseau l'Océan, il s'efforce avec Dupetit-Thouars de convaincre Brueys de combattre à la voile mais, appuyé par Ganteaume (Honoré Joseph Antoine Ganteaume), Villeneuve et Decrès, l'amiral préfère combattre à l'ancre. Le lendemain la flotte est détruite, Brueys tué dans l'explosion de l'Océan, et du Chayla est gravement blessé, défiguré, le nez emporté par la mitraille. L'équipage du Franklin est décimé, son capitaine de pavillon tué. Du Chayla survit mais est fait prisonnier.
Libéré sur parole quelques mois plus tard, il revient à Paris et critique avec véhémence les mauvais choix tactiques de Brueys et la passivité coupable des autres amiraux lors de la bataille d'Aboukir. Bonaparte qui n'a confiance que dans les quelques marins qu'il connaît, c'est-à-dire les autres rescapés d'Aboukir, n'admet pas ces critiques et le met en disgrâce. Lorsque Decrès devient ministre de la marine, du Chayla qui depuis deux ans réclame un commandement, comprend qu'il n'a plus rien à espérer et demande sa mise à la retraite, effective en octobre 1803. Il perçoit un traitement de retraite de vice-amiral sans toutefois en avoir reçu le titre.
Il est fait chevalier de l'Empire par lettres patentes du 21 décembre 1808.

### La Restauration
Il est promu par Louis XVIII vice-amiral honoraire le 1er mai 1816. Il reçoit également le titre de comte et meurt à Versailles le 29 avril 1826. Il est enterré au cimetière Notre-Dame de Versailles, avec son épouse.

## Les bâtiments ayant porté le nomDu Chayla
Trois bâtiments de la Marine nationale française ont porté le nom de Du Chayla :
- Une corvette à hélice mise sur cale à Lorient en 1852, initialement lancée en 1855 sous le nom de Volta, elle devint la frégate Du Chayla le 11 août 1859 et fut désarmée le 4 novembre 1875 puis démantelée à Lorient en 1890.
- Un croiseur mis à flot en 1895 ; il fut retiré du service le 27 octobre 1921. Il servit comme école des officiers mécaniciens. Il fut démantelé à Lorient en 1933.
- Un escorteur d'escadre D630 lancé le 27 novembre 1954 et désarmé le 15 novembre 1991. Il était parrainé par le département de la Lozère.

## Sources
- E. Chevalier, Histoire de la Marine Française pendant la guerre d’Indépendance Américaine, Librairie Hachette & Cie, Paris 1884
- E. Chevalier, Histoire de la Marine Française sous la 1re République, Librairie Hachette & Cie, Paris 1884
- Georges Six, Dictionnaire Biographique des Généraux et Amiraux Français de la Révolution et de l'Empire Paris, Librairie Historique et Nobiliaire Georges Saffroy, 1934
- Auguste Thomazi, Les Marins de Napoléon, Tallandier, Paris 1978
- Onésime Troude, Les Batailles navales de la France (4 volumes) en particulier tomes 2 et 3, Paris 1867
- Victoires, Conquêtes, Désastres, revers et guerres civiles des Français de 1792 à 1815 par une société de militaires et de gens de lettres, Paris de 1817 à 1821